# Moïse Arragel
Moïse Arragel ou Mosé Arragel Guadalajara (né à Guadalajara, en Espagne, à la fin du XIVe siècle, mort au Portugal en 1493) est un rabbin séfarade auteur de la Bible d'Albe, qu'il traduisit en castillan à partir de la Bible hébraïque, sur la requête de Luis González de Guzmán. 

## Biographie
En 1422, Moïse Arragel s'établit à Maqueda (Tolède), car Luis González de Guzmán, maître de l'Ordre de Calatrava, qui désirait lire la Bible en espagnol, l'encourageait à la traduire et à la commenter. Bien qu'au début il eût craint la complexité du travail et aussi de mécontenter les juifs et les chrétiens, sur les conseils du franciscain Arias de Encina et de l'archidiacre Guzman, il alla à Tolède avec l'appui du maître, et y acheva le 2 juin 1430 sa traduction ; la révision, les commentaires et les notes suivirent en 1433. Après le décret de l'Alhambra, Arragel s'exila au Portugal en 1492, et y mourut l'année suivante. Parmi ses disciples, selon Abraham Zacuto, figure Isaac Abohab, qui mourut aussi en exil volontaire au Portugal en 1493. 

## La Bible d'Albe
En 1624, le manuscrit enluminé de la traduction de la Bible par Moïse Arragel était en possession de l'Inquisiteur général Andrés Pacheco, un descendant de Juan Pacheco, marquis de Villena, qui l'offrit au comte-duc d'Olivarès. De là, elle fut acquise par la maison d'Albe, qui dépensa la somme nullement négligeable pour l'époque de trois cent mille reals, et depuis on la connaît comme la Bible de la maison d'Albe. La traduction suit la Vulgate mais ne s'écarte pas du texte hébreu. Elle montre une bonne connaissance de l'exégèse rabbinique, sans ignorer la tradition chrétienne. En annexe de la Bible on trouve les lettres échangées avec le promoteur et les Franciscains, et de nombreuses illustrations, œuvre de ces derniers. L'ouvrage seul fut imprimé en deux volumes par Antonio Paz y Meliá sous le titre Bible traduite de l'hébreu en castillan par Rabbí Mosé Arragel de Guadalfajara (1422 - 1433 ?) et publiée par le duc de Berwick et d'Albe (Madrid : Imprenta Artística, 1920 et 1922). C'est une édition illustrée et coûteuse, limitée à 300 exemplaires. En 1992, pour le cinquième centenaire de l'expulsion des Juifs d'Espagne, l'actuelle duchesse d'Albe a autorisé une édition en fac-similé de 500 exemplaires.
L'œuvre d'Arragel présente un intérêt non seulement théologique et linguistique, mais aussi littéraire, puisqu'elle accueille dans ses gloses des fables, des contes et des apologues.